# Zhangdiyingzi (sockenhuvudort i Kina, Heilongjiang Sheng, lat 50,55, long 127,33)
Zhangdiyingzi (kinesiska: 张地营子, 张地营子乡) är en sockenhuvudort i Kina. Den ligger i provinsen Heilongjiang, i den nordöstra delen av landet, omkring 540 kilometer norr om provinshuvudstaden Harbin. Antalet invånare är 4 349. Befolkningen består av 2 104 kvinnor och 2 245 män. Barn under 15 år utgör 12,0 %, vuxna 15-64 år 78 %, och äldre över 65 år 8,0 %.
Runt Zhangdiyingzi är det glesbefolkat, med 8 invånare per kvadratkilometer. Det finns inga andra samhällen i närheten. Omgivningarna runt Zhangdiyingzi är en mosaik av jordbruksmark och naturlig växtlighet.